# 卢光
卢光（506年—567年），字景仁，小字伯，范阳郡涿县（今河北省涿州市）人，北魏太常丞卢静之子，北魏、西魏、北周官员。

## 生平
卢光性格温和谨慎，博览群书，精通三礼，善解阴阳，懂得音乐，又喜好谈论玄言。孝昌初年，卢光以司空府录事参军为起家官，稍微升迁至明威将军、员外侍郎。魏孝武帝元修西入关中时，卢光在崤山以东起兵，魏孝武帝遥授他大都督、晋州刺史、安西将军、银青光禄大夫。
大统六年（540年），卢光携带家眷西入关中，宇文泰对他十分礼遇，任命卢光出任丞相府记室参军，赐予范阳县伯的爵位，不久改任行台郎中，专门掌握书记。大统十年（544年），卢光改封安息县伯，食邑五百户，升任行台右丞，外任华州长史，不久被征拜为将作大匠。魏废帝元钦元年（552年），卢光加号车骑大将军、仪同三司，出任京兆郡太守，升任侍中。西魏建立六官制度时，卢光出任小匠师下大夫，晋为开府仪同三司、匠师中大夫，爵位晋为侯爵，增加食邑五百户，转任工部中大夫。大司马贺兰祥讨伐吐谷浑时，以卢光担任长史，晋爵为燕郡公。武成二年（560年），皇帝下诏以卢光监管营造宗庙，事成之后，增加卢光食邑四百户。卢光后外任虞州刺史，不久担任陕州总管府长史。朝廷重新商议讨伐吐谷浑的功劳，卢光食邑被增加至一千九百户。天和二年（567年），卢光去世，虚岁六十二，周武帝宇文邕年轻时曾经受卢光教导学业，因而所赠送的治丧财物超过常典，赠予卢光少傅，谥号简。
卢光崇信佛教，态度非常诚信，他曾与宇文泰到檀台山狩猎，当时狩猎已合围，宇文泰遥指着山上对朝廷大臣说：“诸位看见什么了吗？”大家都说：“没看到什么。”只有卢光说：“看见一名僧人。”宇文泰说：“是啊。”就解除合围返回。宇文泰命令卢光在僧人站立的地方建造佛塔，挖掘地基一丈，获得瓦钵、锡杖各一件，宇文泰称赞叹息。等到卢光担任京兆郡太守时，郡舍之前几次出现妖怪，前后几任太守没有敢在此居住的。卢光说：“是凶是吉在于人，妖怪不会任意胡为。”于是进入居住。没多久，卢光所乘的马忽然走上大厅，登上坐榻的南边站立，屋中的食物器具又无故破碎。卢光并不介意，他的精诚守正就是如此。卢光所撰《道德经章句》，流行于世。儿子卢贲继承了爵位。

## 家庭

### 兄弟
- 卢景祚，北魏司空掾[6]
- 卢景融，北齐幽州治中[7]
- 卢景裕，东魏齐王开府属
- 卢辩，北周大将军、开府仪同三司、宜州刺史、沈献公

### 儿子
- 卢贲，隋朝开府、燕郡公

## 延伸阅读
[在维基数据编辑]
 《周書/卷45》，出自令狐德棻《周書》